# La biblioteca di Charles Townley al n. 7 di Park Street a Westminster
La biblioteca di Charles Townley al n. 7 di Park Street a Westminster  è un dipinto a olio su tela (127x102 cm) di Johann Zoffany, realizzato nel 1782 e conservato nel Towneley Hall Art Gallery and Museum di Burnley.

## Descrizione
Il dipinto testimonia le suggestioni esercitate dall'arte antica durante la stagione neoclassica, e il desiderio di possedere pezzi antichi, calchi o riproduzioni di statue romane o ellenistiche provato dagli intellettuali di quel periodo. Nell'opera Charles Townley, il padrone di casa, siede a destra su una poltrona di velluto rosso, impegnato in una discussione con tre amici suoi collaboratori. La stanza nella quale sono collocate le quattro figure è gremita di statue e gruppi scultorei celebri, quali il Discobolo scoperto nel 1791 a villa Adriana e aggiunto nell'opera (completata nel 1782) solo dopo tale anno. Nel dipinto, infatti, Zoffany non si occupa tanto di descrivere dettagliatamente gli interni della biblioteca (della quale si vedono solo il camino e la libreria in fondo), bensì di creare un pittoresco «spazio virtuale» dove raccogliere tutte le antichità disseminate nei vari ambienti della dimora londinese di Townley.
Di seguito si riporta uno schema identificativo delle antichità e dei personaggi presenti nel dipinto:
|  |  | 1. Discobolo di Mirone 2. Eros che incorda l'arco 3. Erma di Bacco-Pan 4. Testa colossale di Marco Aurelio 5. Busto di Minerva 6. Diana dei Giardini di Sallustio 7. Sileno (I secolo) 8. Giovane che gioca 9. Venere (da Ostia) 10. Fauno e Ninfa (II secolo) 11. Charles Greville 12. Busto di Clizia 13. Thomas Astle 14. M. d'Ancarville 15. Bacco 16. Fedeli di Mitra che immolano tori 17. Vaso "Towneley" dall'antica Lanuvium 18. Testa di Omero (da Murena) 19. Venere (I-II secolo) 20. Outeale da Capri (villa Jovis) 21. Charles Towneley 22. Sfinge (da Monte Cagnolo) 23. Omero (da Baia) 24. Testa di Baccante |